# Sojuz TM-16
Sojuz TM-16 (ryska: Союз ТM-16) var en flygning i det ryska rymdprogrammet. Flygningen gick till rymdstationen Mir. Farkosten sköts upp med en Sojuz-U2-raket från Kosmodromen i Bajkonur den 24 januari 1993. Den dockade med rymdstationen den 26 januari 1993. Farkosten lämnade rymdstationen den 22 juli 1993. Några timmar senare återinträdde den i jordens atmosfär och landade i Kazakstan.
Ett av flygningens mål var att testa dockningssystemet APAS-89 som fanns på Kristallmodulen.

## APAS-89
Vid denna flygning hade det vanliga dockningssystemet bytts ut mot ett dockningssystemet som kallades APAS-89. Det hade stora likheter med APAS-75 som användes under ASTP i juli 1975. APAS-89 var tänkt att användas för dockningar mellan Mir och rymdfärjor.

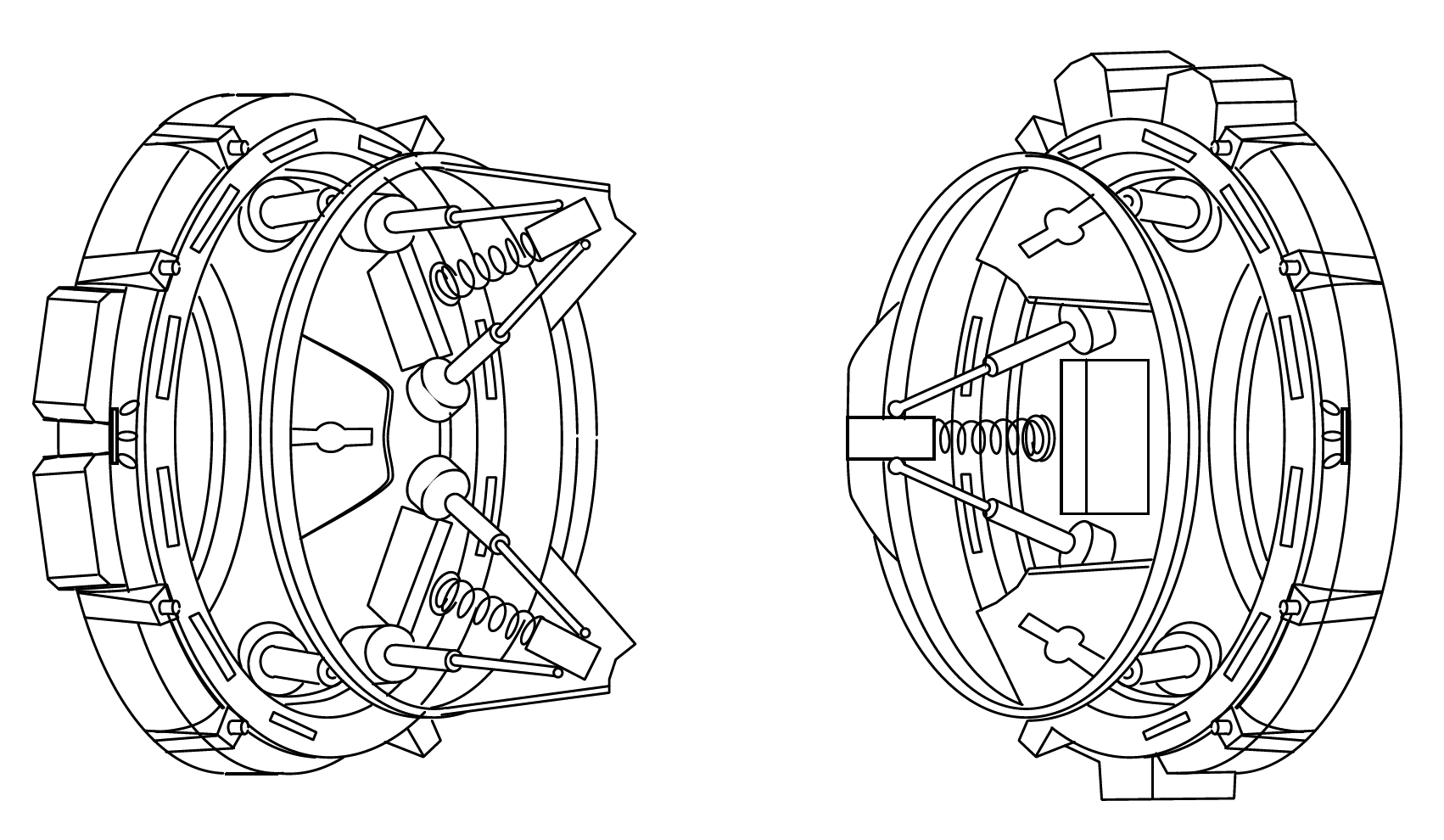
APAS-89